# Last Train Home (Lostprophets)
Last Train Home è il secondo singolo estratto dall'album Start Something dei Lostprophets.
Pubblicato in Gran Bretagna a partire dal 26 gennaio 2004, ha raggiunto la prima posizione della "Billboard Alternative Songs", la 73° della "Radio Songs" e la 75° della "Hot 100".
Il videoclip è stato girato a Pittsburgh, Pennsylvania.

## Tracce
1. Last Train Home - 4:04
2. Last Train Home - 4:40
3. The Politics of Emotion - 12:42
4. Last Train Home [Radio Edit Video Version]